# Camila Mendes
Pour les articles homonymes, voir Mendes.
Camila Mendes, née le 29 juin 1994 à Charlottesville, en Virginie, est une actrice américaine. Elle est notamment connue pour le rôle de Veronica Lodge dans la série télévisée Riverdale.

## Biographie

### Enfance et formation
Camila Carraro Mendes naît à Charlottesville en Virginie de parents brésiliens d’ascendances portugaise et italienne, Helio Mendes et Gisele Carraro. Elle parle couramment le portugais.
Durant son enfance, elle déménage plusieurs fois mais passe la plupart de son temps à Miami en Floride où elle a étudié à l’American Heritage School. À l'âge de dix ans, elle passe un an au Brésil. En mai 2016, elle est diplômée de la Tisch School of the Arts, l'une des écoles de l'université de New York,.
En 2016, Camila obtient son premier travail en tant qu'actrice en jouant dans une pub pour Ikea.

### Depuis 2016: Révélation télévisuelle

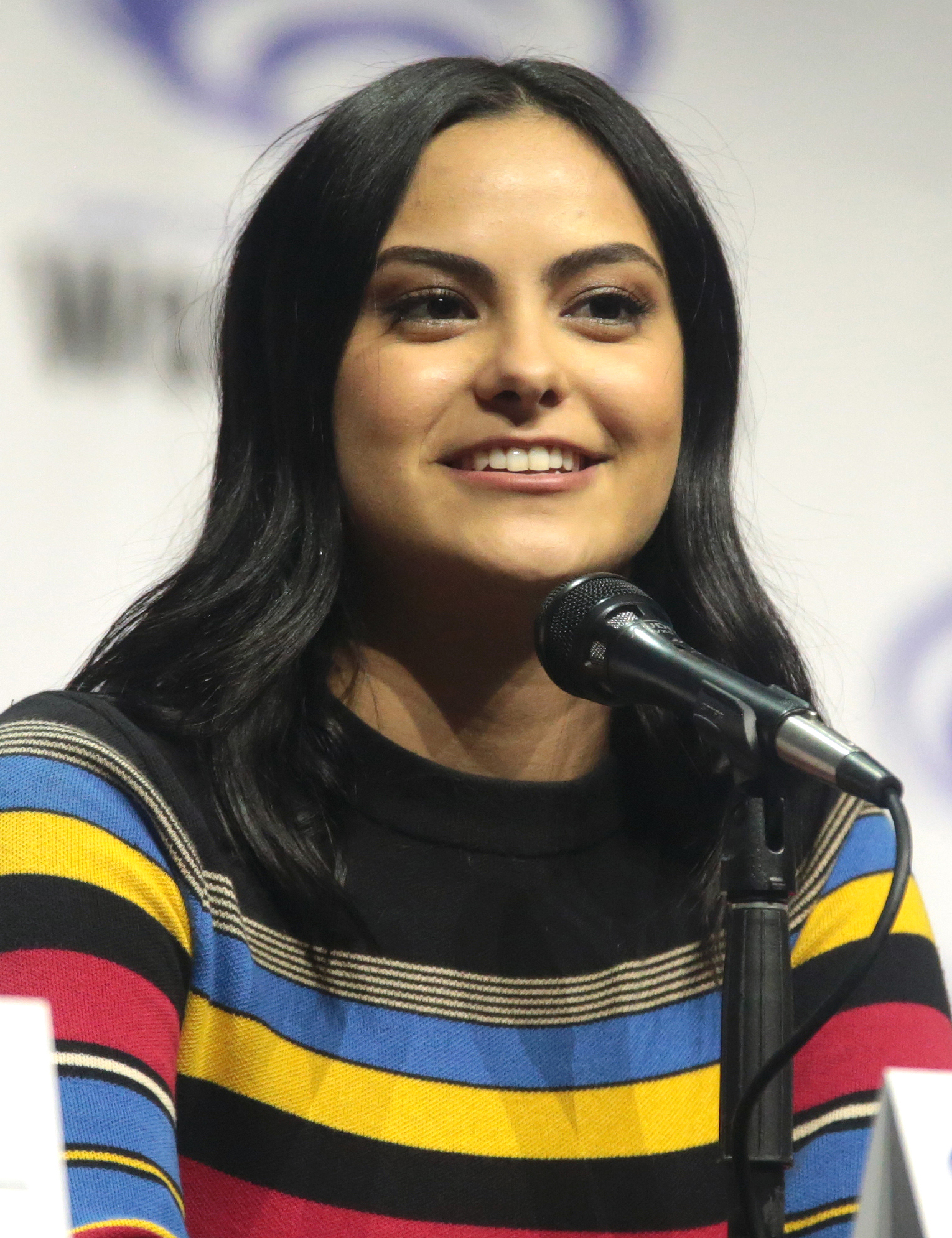
Camila Mendes lors du WonderCon, en mars 2017.

En février 2016, elle rejoint la distribution du pilote de Riverdale, une série adaptée des personnages de comics du célèbre éditeur Archie Comics, pour interpréter Veronica Lodge, la fille de Hiram et Hermione Lodge et la petite amie de Archie. En mai 2016, alors qu'elle vient d'être diplômée, la série est officiellement commandée. Elle est diffusée depuis le 26 janvier 2017 sur le réseau The CW. Pour ce rôle, elle sera récompensée dans la catégorie "Voleur de vedette préféré dans un film ou une série télévisée" lors de la 19e cérémonie des Teen Choice Awards.
En octobre 2017, elle décroche son premier rôle dans un film en rejoignant la distribution de la production indépendante The New Romantic de Carly Ann Stone aux côtés de Jessica Barden, Hayley Law et Brett Dier. Le film sort le 9 novembre 2018 aux États-Unis.

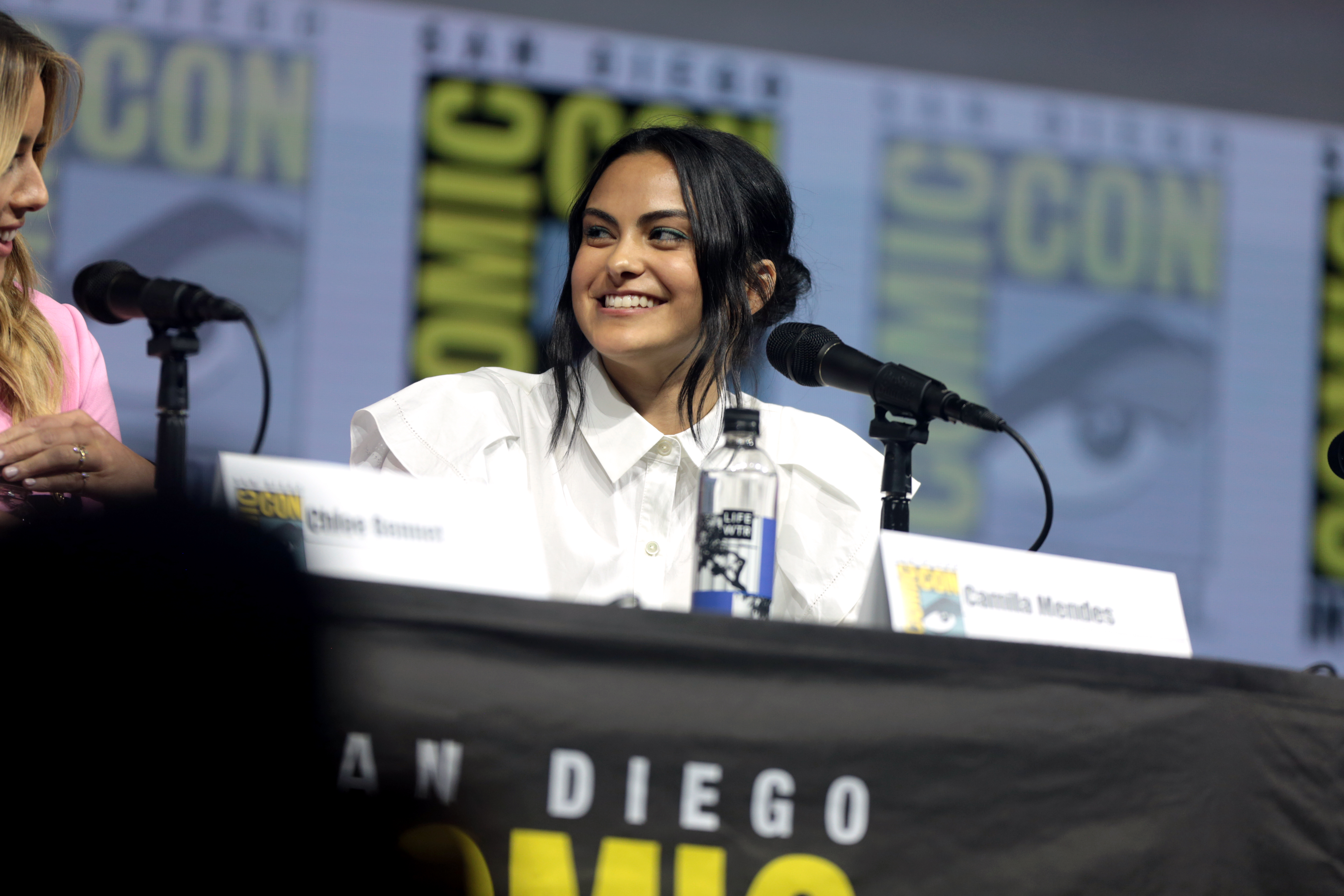
Camila Mendes.

Elle fait également une apparition dans le clip vidéo Side Effects du duo de disc jockeys, The Chainsmokers feat. Emily Warren (en), sorti le 26 juillet 2018.
En mars 2018, elle est annoncée à la distribution de la comédie romantique, The Perfect Date de Chris Nelson aux côtés de Noah Centineo et Laura Marano. Le film est sorti le 12 avril 2019 sur Netflix,.
En 2020, elle rejoint la comédie romantique, Palm Springs de Max Barbakow aux côtés de Tyler Hoechlin et Peter Gallagher et le film original de Netflix, Dangerous Lies, réalisé par Michael Scott aux côtés de Jamie Chung, Cam Gigandet, Sasha Alexander et Elliott Gould.

## Vie privée
Du 23 août 2018 au 5 décembre 2019, elle est en couple avec l'acteur Charles Melton, rencontré sur le tournage de la série télévisée Riverdale,. Le 5 décembre 2019, ils annoncent qu'ils se sont séparés,.
Durant l’année 2020, elle est en couple avec le photographe Grayson Vaughan.
Depuis l’été 2022, Camila partage la vie du youtubeur Rudy Mancuso.
Elle révèle lors d'une interview pour le magazine Shape, être atteinte de boulimie depuis son adolescence : « J’ai souffert de boulimie. Ça a commencé au lycée et après lorsque j’étais à la fac. Puis, ça a repris lorsque j’ai commencé à faire ce métier. À cause des essayages permanents et de me voir à l’écran ».

## Filmographie

### Cinéma
- 2018 : La Romantique désespérée (The New Romantic) de Carly Ann Stone : Morgan
- 2019 : The Perfect Date de Chris Nelson : Shelby Pace
- 2019 : Coyote Lake (en) de Sara Seligman : Ester
- 2020 : Mensonges et Trahisons (Dangerous Lies) de Michael Scott : Katie
- 2020 : Palm Springs de Max Barbakow : Tala
- 2022 : Si tu me venges… (Do Revenge) de Jennifer Kaytin Robinson : Drea Torres
- 2024 : Surclassée (Upgraded) de Carlson Young : Ana
- 2024 : Música (en) de Rudy Mancuso : Isabella
- 2026 : Masters of the Universe de Travis Knight : Teela

### Télévision
- 2017 - 2023 : Riverdale : Veronica Lodge (principale, en cours) / Hermione Gomez adolescente (saison 3, épisode 4 ,saison 5, épisode 12, saison 6 ,épisode 22, saison 7 épisode 6)

### Clips vidéos
- 2018 : Give a Little de Maggie Rogers
- 2018 : Side Effects de The Chainsmokers ft. Emily Warren (en)[23]

## Discographie

### Bande-originale
- 2017 : Riverdale: Original Television Soundtrack - Season 1 (4 chansons)
- 2018 : Riverdale: Original Television Soundtrack - Season 2 (5 chansons)
- 2018 : Riverdale: Original Television Soundtrack - Special Episode: "Carrie The Musical" (6 chansons)
- 2019 : Riverdale: Original Television Soundtrack - Season 3 (6 chanson)
- 2019 : Riverdale: Original Television Soundtrack - Special Episode: "Heathers The Musical" (5 chansons)
- 2019 : Riverdale: Original Television Soundtrack - Season 4 (2 chansons)

## Voix françaises
- Youna Noiret[24] dans :
  - Riverdale (série télévisée)
  - Mensonges et Trahisons
  - Palm Springs
  - Si tu me venges…
  - Surclassée
  - Música (en)

Et aussi
- Aurore Saint-Martin dans The Perfect Date[24]

## Distinctions
Sauf indication contraire, les informations mentionnées dans cette section peuvent être confirmées par la base de données cinématographiques IMDb,  présente dans la section « Liens externes ».
| Année | Prix                                     | Catégorie                                                     | Nomination | Résultat   |
| ----- | ---------------------------------------- | ------------------------------------------------------------- | ---------- | ---------- |
| 2019  | 21e cérémonie des Teen Choice Awards     | Meilleure actrice dans une série dramatique                   | Riverdale  | Nomination |
| 2019  | 45e cérémonie des People's Choice Awards | Star féminine de série télévisée de l'année                   | Riverdale  | Nomination |
| 2019  | MTV Movie & TV Awards 2019               | Meilleur baiser avec K.J. Apa                                 | Riverdale  | Nomination |
| 2019  | MTV Movie & TV Awards 2019               | Meilleur baiser avec Charles Melton                           | Riverdale  | Nomination |
| 2018  | 20e cérémonie des Teen Choice Awards     | Meilleure actrice dans une série dramatique                   | Riverdale  | Nomination |
| 2018  | 20e cérémonie des Teen Choice Awards     | Meilleure alchimie dans une série avec K.J. Apa               | Riverdale  | Nomination |
| 2018  | 44e cérémonie des People's Choice Awards | Star féminine de série télévisée de l'année                   | Riverdale  | Nomination |
| 2018  | MTV Movie & TV Awards 2018               | Meilleur baiser avec K.J. Apa                                 | Riverdale  | Nomination |
| 2017  | 19e cérémonie des Teen Choice Awards     | Voleur de vedette préféré dans un film ou une série télévisée | Riverdale  | Lauréat    |